# Sibeliusov spomenik
Sibeliusov spomenik (finsko Sibelius-monumentti; švedsko Sibeliusmonumentet) umetnice Eile Hiltunen je posvečen finskemu skladatelju Jeanu Sibeliusu (1865–1957). Spomenik stoji v Sibeliusovem parku (finsko Sibeliuspuisto; švedsko Sibeliusparken) v okrožju Töölö v Helsinkih na Finskem.

## Opis
Spomenik je skulptura finske umetnice Eile Hiltunen z naslovom Passio Musicae in je bil odkrit 7. septembra 1967. Skulptura je zmagala na natečaju, ki ga je organiziralo društvo Sibelius po skladateljevi smrti leta 1957. Natečaj je potekal v dveh krogih po en zgodnji zmagovalec je bil opuščen. Prvotno je sprožil živahno razpravo o prednostih in pomanjkljivostih abstraktne umetnosti in čeprav je bil dizajn videti kot stilizirane orgelske cevi, je bilo znano, da je skladatelj ustvaril malo glasbe za orgle. Hiltunen je nagovorila svoje kritike z dodajanjem Sibeliusovega obraza, ki sedi poleg glavne skulpture.
Sestavljen je iz serije več kot 600 votlih jeklenih cevi, zvarjenih skupaj v valovitem vzorcu. Spomenik tehta 24 ton in meri 8,5 krat 10,5 krat 6,5 metra. Cilj Hiltunenove je bil zajeti bistvo Sibeliusove glasbe.
Manjša različica spomenika, Poklon Sibeliusu, stoji na sedežu Unesca v Parizu. Delo s podobnim konceptom, ki ga je prav tako oblikovala Hiltunenova, sstoji na sedežu Združenih narodov v New Yorku.

## Sprejem
V času, ko sta abstraktna in performansna umetnost običajno nasprotovali, je bil natečaj deležen ogromne reklame. Zaradi razburjenja je Hiltunen delu dodala Sibeliusov obrazni relief, ki je poleg dejanskega spomenika na vrhu skale. Ilta-Sanomat je 7. septembra 1967 ob odkritju spomenika pod naslovom »Drag, kontroverzen Sibeliusov spomenik« zapisal: »Danes je v Sibeliusovem parku odkrita stvaritev kiparke Eile Hiltusen, ki se danes imenuje spomenik – pred nekaj leti je veljal za pločevinasto kolibo ali deformirano orgelsko cev.« Časopis je priznal veličastnost dela in napovedal, da bo spomenik postal »edinstvena turistična atrakcija, katere vrednost vsaj mesto Helsinki še lahko izračuna v denarju«.
Sama Eila Hiltunen je kasneje povedala, da je bilo razburjenje okoli spomenika zanjo psihično zelo težka izkušnja. Hiltusenin osnutek so številne stranke razglasile za goljufijo, nacionalni škandal in sramoto za Sibeliusa in državo. Hiltunenin dom je bil preplavljen s pismi in razglednicami številnih vplivnih ljudi. Poleg tega je bilo štiriletno varjenje dela pozimi v krhki, ledeno mrzli baraki za umetnico huda fizična preizkušnja. Vdihavanje varilnih hlapov ji je povzročilo kronični bronhitis. Težave so bile tudi z izplačilom obljubljenega honorarja. Društvo Sibelius, ki je organiziralo kiparski natečaj, je izkupiček meščanske zbirke vložilo v delnice, katerih vrednost je padla. Hiltunenovi so znižali honorar z izgovorom, da je delo 'nepriljubljeno'. Na slovesnosti odkritja spomenika so predsednik Urho Kekkonen in drugi povabljeni gostje ter gledalci, ki so spremljali po televiziji, videli umetnico odkrito jokati.
Leta 1979 je Hiltunenova zapisala: »Bolečine ustvarjanja, nasprotovanje, težki delovni pogoji in ostri sprejemi, povezani z delom, so v mojih mislih pustili tako bolečo točko, da nobene kasnejše pohvale, nagrade ali pokloni iz tujine ali pozornosti voditeljev držav... mi je uspelo izbrisati te neprijetne izkušnje. Leta 2000, ko je Hiltunenova prejela Finsko nagrado za umetnost, je v intervjuju za Helsingin Sanomat izjavila, da je bila doma izpuščena, čeprav je prejela veliko priznanj iz tujine: »V mojem finskem poklicu, v katerem prevladujejo moški, je bilo težko srečati mlado žensko, ki je postala svetovno znana.«
Sibeliusov spomenik je trenutno ena najbolj priljubljenih znamenitosti Helsinkov. Vsako leto si ga ogleda približno pol milijona obiskovalcev.

## Sibeliusov park in spomenik Kalevala
Leta 1939 je Fundacija Lea in Regine Wainstein organizirala natečaj za kiparje za oblikovanje dela, ki prikazuje prizor iz finskega nacionalnega epa Kalevala, ki naj bi ga postavili v parku. Zmagovalec je bil Aarre Aaltonen  (1889–1980) in njegovo delo Ilmatar in Scaup v bronu je bilo predstavljeno leta 1946.

## Galerija
- Sibeliusov park
- Spomenik druge svetovne vojne v Sibeliusovem parku